# Giovanni Cappannini
Giovanni Cappannini detto Capanna (Siena, 21 gennaio 1703 – ...) è stato un fantino italiano, cinque volte vincitore del Palio di Siena.
Oltre alle sue vittorie in Piazza del Campo, Capanna è ricordato per un singolare episodio occorsogli, quale fantino del Nicchio, in occasione del Palio del luglio 1730, perso clamorosamente a vantaggio della Selva con Pettinajo. 
Il racconto del Griccioli riporta: 
"Durante la corsa fu sempre primo il Nicchio, ma allorché giunse al Palco dei Giudici il cavallo si fermò e non volle più andare avanti, onde la Selva che non era ancora voltata al casato, seguitò a correre e passò il palco, onde i giudici le diedero il palio. [...] Ora avvenne che il cavallo del Nicchio quando fu davanti a quel palco si fermò di botto ed impuntandosi, come se fosse stato un mulo, non volle più muoversi. Subito una diecina di Nicchiaioli si precipitò nella pista e via a tirare per le briglie od a spingere per le parti posteriori quel testardo. Ma nulla giovò, e mentre i Nicchiaoli erano intenti a quella bisogna passò la Selva e...vinse il palio. [...] Aveva corso per il Nicchio il fantino Capanna il quale fu tanto disgustato da quel provvedimento da lui ritenuto quanto mai ingiusto da fare solenne giuramento di non più correre in Piazza. Ed il giuramento (non è detto che tutti i fantini siano spergiuri) fu mantenuto!"

## Presenze al Palio di Siena
Le vittorie sono evidenziate ed indicate in neretto.
| Palio          | Contrada     | Cavallo                             | Note |
| -------------- | ------------ | ----------------------------------- | ---- |
| 2 luglio 1723  | Lupa         | Cervio                              |      |
| 2 luglio 1727  | Civetta      | Castrone                            |      |
| 16 agosto 1727 | Lupa         | Baio della Posta di Siena           |      |
| 2 luglio 1728  | Leocorno     | Morello della Posta di Siena        |      |
| 2 luglio 1729  | Drago        | Leardo del Parigini                 |      |
| 16 agosto 1729 | Valdimontone | Baio della Costaccia                |      |
| 2 luglio 1730  | Nicchio      | Morello della Posta di Buonconvento |      |